# Chereshnia
Chereshnia (del ruso: Черешня) es un seló del distrito de Ádler de la unidad municipal de la ciudad-balneario de Sochi, en el krai de Krasnodar de Rusia, en el sur del país (Cáucaso occidental). Está situado en las colinas de la orilla izquierda del curso inferior del río Mzymta, 26 km al este de Sochi y 194 km al sureste de Krasnodar. Tenía 2 426 habitantes en 2010.
Pertenece al municipio Nizhneshílovskoye. 

## Transportes
Al oeste de la localidad pasa la A148 Ádler - Krásnaya Poliana.